# Joey DeGrandis
Joey DeGrandis (* 11. März 1969 in Boston) ist ein ehemaliger US-amerikanischer Boxer und IBF- und WBO-Anwärter.

## Leben
DeGrandis wurde am 11. März 1969 in Boston geboren. Er begann bereits früh mit dem Boxen. Nachdem er seine erste Ehefrau geheiratet hatte, zog er nach Chicago (Illinois).

## Karriere

### Im Supermittelgewicht
DeGrandis bestritt am 26. Juni 1990 sein Profidebüt im Supermittelgewicht gegen Jason Burrell, der zwar jeden seiner elf Profikämpfe verlor, aber gegen spätere Weltmeister wie Antonio Tarver und Richard Steward kämpfte. Diesen besiegte er einstimmig nach Punkten.
Nachdem er weitere namenlose Aufbaugegner besiegen konnte, bestritt er einen Kampf gegen Charles Brewer, der seinen IBF-Titel verteidigte. Diesen verlor er einstimmig nach zwölf Runden, da er Brewers robuster Kampfweise wenig entgegenzusetzen hatte.

### Wechsel ins Halbschwergewicht
Etwas später wechselte DeGrandis ins Halbschwergewicht, wo er nach mehreren namenlosen Kämpfen den amtierenden linearen und WBO- sowie ehemaligen IBF- und WBA-Weltmeister herausfordern durfte, Dariusz Michalczewski. Der Pole galt und gilt bis heute neben Roy Jones junior als der beste Kämpfer im Halbschwergewicht und war bei 45 Profikämpfen ungeschlagen.
Der Kampf fand am 20. April 2002 in Danzig, Polen statt. DeGrandis konnte der Kampfweise Michalczewskis nichts entgegensetzen und ging schon in der ersten Minute der zweiten Runde schwer KO. Danach konnte er Dan Sheehan einstimmig besiegen und verlor gegen Ernest Mathem. Nach diesem Kampf forderte er den ehemaligen WBA- und IBF-Weltmeister Virgil Hill heraus, der seine Titel 1997 gegen Dariusz Michalczewski verlor. Gegen diesen leistete er beinahe gar nicht, weshalb er den Kampf einstimmig verlor.
Nach einer Niederlage gegen den WBA-Weltmeister Fabrice Tiozzo gab er seinen Rücktritt bekannt.